# 岩手県防災航空隊
岩手県防災航空隊（いわてけんぼうさいこうくうたい）は、岩手県の消防防災ヘリコプターを運用している組織。岩手県庁の機関であり、隊員は県内各消防本部より派遣された人員でもって編成されている。任務として、救急・救助・消防活動やその他の行政活動を行なっている。
使用機材は当初 ベル 412EP（JA6776)であったが2016年に更新され現在はアグスタウェストランドAW139が1機(JA10TE)、機体名は「ひめかみ」。運航管理は東邦航空に委託を行なっている。緊急消防援助隊岩手県隊の航空部隊として県外にも出場する。

## 沿革
- 1996年3月：機材取得。
- 1996年8月：岩手県防災航空隊発足。
- 1996年10月：本格運航開始。
- 2008年6月：岩手・宮城内陸地震に出動。
- 2010年2月：チリ地震に伴う津波被害警戒。避難広報の実施。
- 2011年3月：東日本大震災に出場